# Vuurtoren van les Héaux de Bréhat
De Vuurtoren van les Héaux de Bréhat is een vuurtoren nabij het eiland Bréhat in Côtes-d'Armor (Bretagne). De vuurtoren werd gebouwd in 1840 onder leiding van de ingenieur-architect Léonce Reynaud op een rots die bij hoogtij onder water komt. Hiermee bewees Reynaud zijn kunde en hij werd later directeur van de Franse dienst voor vuurtorens.